# Ислямов, Ленур Эдемович
Лену́р Эде́мович Исля́мов (крымскотат. Ленур Эдем огълу Ислямов, Lenur Edem oğlu İslâmov; род. 1 января 1966, Бекабад, Ташкентская область) — российский и украинский бизнесмен крымскотатарского происхождения и политик.
Генеральный директор крымскотатарского телеканала ATR, вице-президент Всемирного конгресса крымских татар. Один из организаторов блокады Крыма.
После аннексии Крыма Россией, с 2 апреля по 28 мая 2014 года был исполняющий обязанности заместителя председателя Совета министров Республики Крым. Отстранен от должности, в 2015 году органами прокуратуры Российской Федерации и ФСБ возбуждено уголовное дело, позже объявлен в федеральный розыск. 18 февраля 2019 года Шевченковский районный суд Киева обязал Службу безопасности Украины возбудить уголовное дело в отношении Ленура Ислямова по подозрению в госизмене.

## Биография
Окончил стоматологический факультет Ташкентского медицинского института.
В конце 1980-х годов занялся в Узбекистане строительным бизнесом и основал компанию «Алеко».
Переехал в Москву. Основал группу автотранспортных компаний «Км/ч» и ООО «Квингруп», которые занимаются дистрибуцией машин «УзДэуавто» и Запорожского автомобилестроительного завода, а также перевозками.

### Бизнес
Ленур Ислямов владеет в России и Украине более чем 20 компаниями, включая:
- транспортную компанию «СимСитиТранс» (крупнейший пассажирский перевозчик в Крыму)
- «Джаст-банк» в Москве (лицензия отозвана ЦБ РФ 2 ноября 2015 года[3])
- банк «Ресо-Кредит»
- сеть магазинов ICom в Крыму, торгующих продукцией Apple.
- автокомпанию «Квингруп»
- Основной владелец телеканала ATR (АТР) с 2011 года. Помимо телеканала ATR, в одноимённый медиахолдинг, принадлежащий Ислямову, входят детский телеканал Lâle, радиостанции «Мейдан» и «Лидер», сайт «15 минут».[4] [5]

По оценке интернет-издания LB.ua, Ленуру Ислямову «из откровенно слабого проекта с парой часов вещания в сутки удалось сделать качественное круглосуточное телевидение».
Выступил продюсером и спонсором фильма «Хайтарма» (2013), посвящённого депортации крымских татар и Амет-Хану Султану.

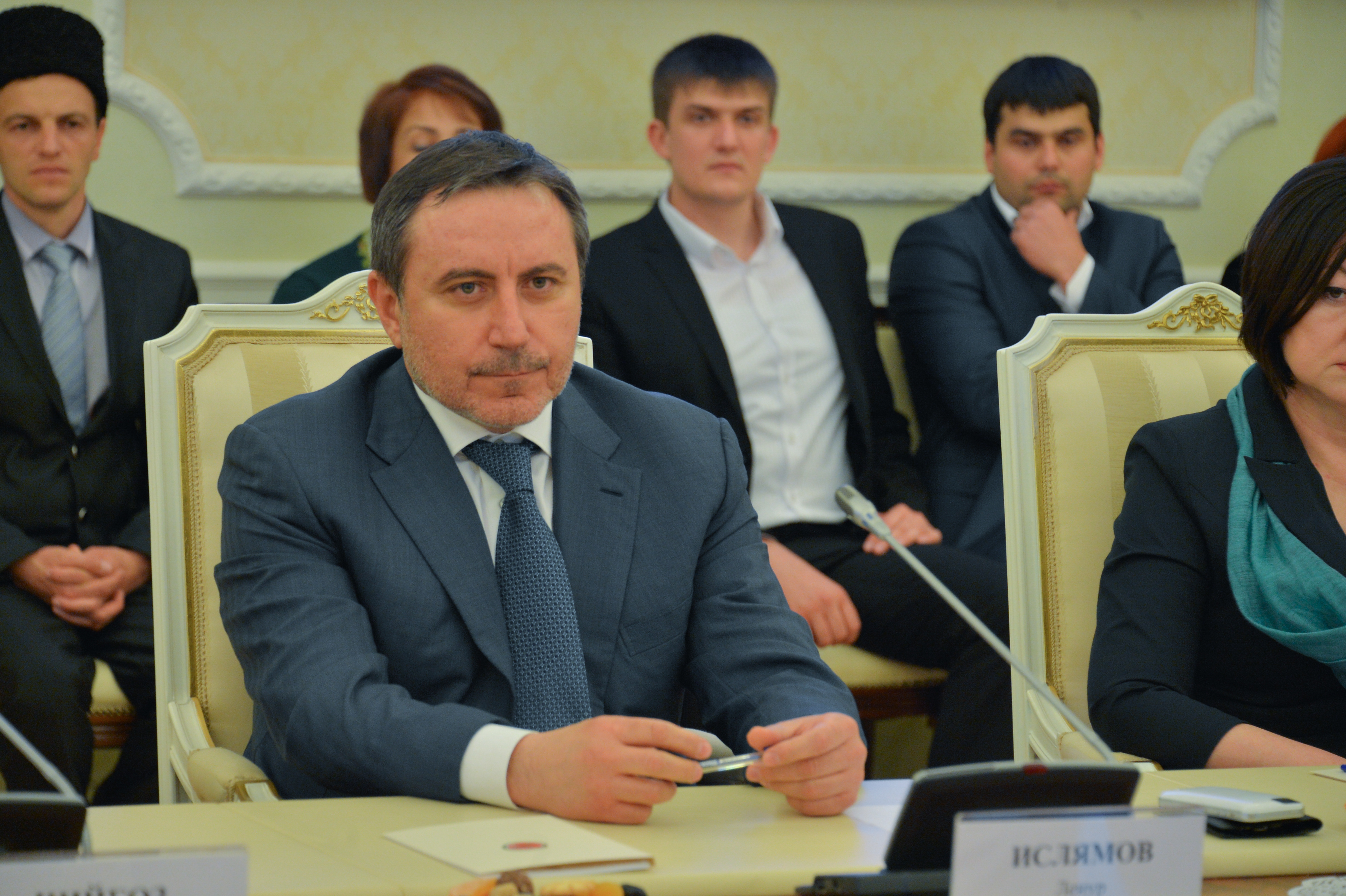
На встрече с Президентом Республики Татарстан Р. Н. Миннихановым, 25 апреля 2014 года

### Политическая деятельность
Со 2 апреля по 28 мая 2014 года являлся заместителем председателя (вице-премьером) совета министров Республики Крым в Правительстве Аксёнова. Был делегирован на эту должность Меджлисом крымскотатарского народа 1 апреля (после того, как Сергей Аксёнов — незадолго до референдума 16 марта — предложил представителям крымских татар занять ряд должностей во власти Крыма). Выступая на сессии Курултая 29 марта, Ислямов заявил, что без сотрудничества с властями Крыма и России крымским татарам в данный момент не обойтись, что крымские татары могут оказаться заложниками борьбы между крупными государствами и «диссидентами весь народ быть не может». Ислямов в вице-премьерской должности курировал вопросы обустройства репатриантов, водоснабжения и жилищно-коммунальной сферы. Крымский политик Лентун Безазиев в мае 2014 года утверждал, что Ислямов и курируемый им Республиканский комитет по делам национальностей и депортированных граждан «саботирует работу по конкретизации предложений крымской стороны», ставя под удар программу, обозначенную в указе президента РФ о реабилитации депортированных народов Крыма.
Ислямов был снят с должности 28 мая 2014 года решением Государственного совета Республики Крым; вместо него был назначен Руслан Бальбек. По сообщению РИА «Новости», причиной отставки стали претензии к Ислямову по исполнению обязанностей — как по разработке программ по обустройству депортированных народов Крыма, так и по вопросам ЖКХ и водоснабжения, а также (со слов Григория Иоффе, заместителя председателя Госсовета) излишняя политическая ангажированность. Эдип Гафаров, председатель комиссии Госсовета Республики Крым по межнациональным отношениям и проблемам депортированных граждан, комментируя эту отставку, заявил, в частности, что попытка Ислямова одновременно находиться на российской государственной службе и «участвовать в антироссийских акциях Джемилева» не могла увенчаться успехом.
Через некоторое время после увольнения из Правительства Аксёнова переехал в Киев, получил украинское гражданство.
1 апреля 2015 года телеканал АТР прекратил вещание в Крыму в связи с непрохождением регистрации в Роскомнадзоре. По словам учредителей канала, власти намеренно препятствовали получению лицензии; однако, глава Роскомнадзора Александр Жаров утверждал, что «документы [на регистрацию телеканала], которые были поданы четыре раза, все четыре раза были некомплектными». Как полагает сам Ислямов, тех, кто не выдал телеканалу российскую регистрацию, не устраивала независимая позиция телеканала и стремление к объективности. Ислямов также утверждал со ссылкой на неназванный источник, что решение по поводу [невыдачи российской регистрации] АТР принято лично Путиным. 17 июня 2015 года вещание АТР было возобновлено, при этом его редакция была перенесена из Симферополя в Киев .
Ислямов является сторонником возвращения Крыма в состав Украины.
С сентября 2015 года Ленур Ислямов совместно с депутатами Верховной рады Мустафой Джемилевым и Рефатом Чубаровым является одним из организаторов блокады Крыма (см. подробно: Блокада Крыма со стороны Украины).
2 ноября 2015 года было сообщено, что следственный отдел Управления ФСБ по Республике Крым и городу Севастополю возбудил уголовное дело в отношении Ислямова.
В декабре 2015 года Ислямов объявил о формировании добровольческого батальона имени Номана Челебиджихана, плановой численностью 560 человек. «Будем делать так, чтобы Крым [освобождение Крыма, в терминологии Ислямова — прим. ред.] как можно быстрее приблизить.» — заявил он.
21 января 2016 года прокурор Республики Крым Наталья Поклонская сообщила, что Ислямов объявлен в федеральный розыск, он — как и Джемилев и Чубаров — заочно обвиняется в совершении ряда преступлений, статьи которых не разглашаются, чтобы не навредить следствию.
28 января 2016 года Сбербанк России подал в Арбитражный суд Москвы иск о признании Ленура Ислямова банкротом, сумма исковых требований превышает 1,16 миллиарда рублей; аналогичный иск на такую же сумму подан против его супруги Эльвиры. Сообщается, что иски поданы в связи с задолженностью по кредитам, выданным фирме «Квингруп», поручителями по кредитам и бенефициарами бизнеса являются супруги Ислямовы.
23 мая 2016 года Ленур Ислямов подтвердил информацию, появившуюся в средствах массовой информации, о его российском гражданстве.
В феврале 2019 года Шевченковский районный суд Киева обязал СБУ открыть уголовное дело в отношении Ислямова за государственную измену.
10 декабря 2020 года российский Верховный суд Республики Крым заочно приговорил Ленура Ислямова к 19 годам лишения свободы в колонии строгого режима по обвинению в диверсии из-за организации энергетической блокады Крымского полуострова (в результате подрыва опор вышли из строя все четыре линии электропередачи, идущие с Украины).